# Diane Adehm
Diane Adehm, née le 13 septembre 1970 à Ettelbruck (Luxembourg), est une femme politique luxembourgeoise, membre du Parti populaire chrétien-social (CSV).

## Biographie
Né le 13 septembre 1970, Diane Adehm est auditrice de comptes.
Elle est membre de la Chambre des députés depuis 2013, où elle représente le Parti populaire chrétien-social.

## Détail des mandats et fonctions

### Membre de la Chambre des Députés
- Députée depuis le 13/11/2013
- Députée du 08/03/2011 au 06/10/2013

### Fonctions
- Membre du Parti chrétien social depuis le 05/02/2003
- Membre du groupe politique chrétien-social depuis le 08/03/2011
- Membre de la Commission des Comptes depuis le 05/12/2013
- Présidente de la Commission du Contrôle de l'exécution budgétaire depuis le 05/12/2013
- Membre de la Commission de l'Enseignement supérieur, de la Recherche, des Médias, des Communications et de l'Espace depuis le 05/12/2013
- Membre de la Commission de la Fonction publique et de la Réforme administrative depuis le 05/12/2013
- Membre de la Commission de la Force publique depuis le 05/12/2013
- Membre du Groupe interparlementaire du scoutisme depuis le 10/12/2013
- Membre du Groupe de Travail "Conférence des Présidents des Commissions permanentes" depuis le 05/12/2013
- Membre suppléante de la Délégation luxembourgeoise auprès de l'Assemblée Interparlementaire Benelux depuis le 20/01/2015
- Membre de la Commission de l'Economie (sauf pour les volets Tourisme et Zones d'activités) depuis le 13/10/2015
- Membre de la Délégation auprès de la COSAC depuis le 13/10/2015

### Fonctions antérieures
- Membre suppléant de la Délégation luxembourgeoise auprès du Conseil Interparlementaire Consultatif de Benelux du 05/12/2013 au 19/01/2015
- Membre de la Commission des Institutions et de la Révision constitutionnelle du 26/02/2013 au 06/10/2013
- Membre du Groupe interparlementaire du scoutisme du 10/05/2011 au 06/10/2013
- Membre de la Commission du Travail et de l'Emploi du 08/03/2011 au 06/10/2013
- Membre de la Commission de l'Enseignement supérieur, de la Recherche, des Médias, des Communications et de l'Espace du 08/03/2011 au 06/10/2013
- Membre de la Commission de l'Economie, du Commerce extérieur et de l'Economie solidaire du 08/03/2011 au 06/10/2013
- Vice-Présidente de la Commission du Contrôle de l'exécution budgétaire du 21/11/2011 au 06/10/2013
- Membre de la Commission du Contrôle de l'exécution budgétaire du 08/03/2011 au 20/11/2011
- Membre de la Commission des Comptes du 08/03/2011 au 06/10/2013

### Mandats communaux et professions
- Conseiller, Commune de Hespérange depuis le 23/11/2005
- Auditeur, Cour des comptes luxembourgeoise jusqu'au 08/03/2011